# إنتر ميلان موسم 2007–08
كان موسم 2007–08 هو الموسم الـ99 لنادي إنتر ميلان لكرة القدم في الوجود والموسم الـ92 على التوالي في دوري الدرجة الأولى الإيطالي لكرة القدم. شهد هذا الموسم احتفال الإنتر بالذكرى المئوية لتأسيسه في 9 مارس 2008.  احتفل النادي بتأسيسه في اليوم السابق بحفل في سان سيرو، شارك فيه المشجعون واللاعبون السابقون. 